# HD201018
HD201018 — хімічно пекулярна зоря спектрального класу A2, що має видиму зоряну величину в смузі V приблизно  8,6.
Вона  розташована на відстані близько 570,2 світлових років від Сонця.

## Пекулярний хімічний склад
Зоряна атмосфера HD201018 має підвищений вміст 
Cr
.